# Pseudosubstratsequenz
Eine Pseudosubstratsequenz ist eine Peptidsequenz innerhalb eines Proteins, das in das katalytische Zentrum eines Enzyms binden und dieses so blockieren kann.
Dies kommt u. a. bei dem Enzym Proteinkinase C vor, das aus einer regulatorischen und einer katalytischen Domäne besteht. Die regulatorische Domäne 
besitzt eine Pseudosubstratsequenz und blockiert die katalytische Untereinheit. Im Zuge der Signaltransduktion kann diese durch Diacylglycerid (DAG), Calciumionen und Phospholipide gebunden werden und so von der katalytischen Untereinheit des Enzyms entfernt werden.